# Collencyt
Collencyten sind sternförmige, teils kontraktile Zellen im Mesohyl der Schwämme (Porifera). 
Sie stellen, zusammen mit den Sklerocyten, die Skelettnadeln (Spicula) und das für den Schwamm repräsentative Protein Spongin her.